# 梅杜莎 (漫威漫畫)
梅杜莎，本名梅杜莎利斯·阿瑪奎琳·波爾塔甘（Medusalith Amaquelin Boltagon），是一名在漫威漫畫中出現的虛構女超級英雄，由作家史丹·李和藝術家傑克·科比所創作。梅杜莎首次於《驚奇4超人》#36中登場。

## 人物
梅杜莎是異人族的女王，黑蝠王的妻子，接觸到泰瑞根之霧後可以控制頭髮，讓頭髮隨意伸長。由於黑蝠王不能開口說話，他的指令平常由梅杜莎負責傳達。

## 能力
梅杜莎最主要的能力是能控制自己的頭髮，並能操控頭髮的密度使其堅韌如鋼，她也能控制頭髮的生長，使其任意延伸或縮短。利用這些特性，她可以用頭髮綑綁或攻擊目標。

## 其他媒體

### 電視
- 《新驚奇4超人（英语：Fantastic Four (comic book)）》
- 《蜘蛛人（英语：Spider-Man (1981 TV series)）》：由B. J.沃德（英语：B. J. Ward (actress)）配音。
- 《驚奇4超人（英语：Fantastic Four (1994 TV series)）》：由艾奧娜·莫里斯（英语：Iona Morris）配音。
- 《浩克與狂砸特工隊（英语：Hulk and the Agents of S.M.A.S.H.）》：由瑪麗·法伯（英语：Mary Faber）配音[1]。
- 《終極蜘蛛俠》：由瑪麗·法伯和蘿絲·麥高文配音[2]。
- 《星際異攻隊（英语：Guardians of the Galaxy (TV series)）》：由凱瑟琳·泰伯（英语：Catherine Taber）配音[3]。
- 《復仇者聯盟：正義出擊（英语：Avengers Assemble (TV series)）》：由凱瑟琳·泰伯配音。
- 《異人族》：真人電視劇，由賽琳達·斯旺飾演[4]。

### 遊戲
- 《漫威：未來之戰》：手機遊戲，梅杜莎是玩家可使用角色之一[5]。

## 外部連結
- Medusa （页面存档备份，存于） 超級英雄數據庫
- Marvel Comics Database: Medusa （页面存档备份，存于）